# Phòng thiết kế chế tạo khí cụ thành phố Tula
Phòng thiết kế chế tạo khí cụ thành phố Tula (tiếng Nga: ФГУП «Конструкторское бюро приборостроения»), thường viết tắt là KBP, là nhà thiết kế và chế tạo vũ khí chính xác của Nga. Tiền thân của nó là Phòng Thiết kế Công cụ thời Liên Xô, thành lập năm 1927 tại thành phố Tula.
Có các loại vũ khí sau đã được KBP thiết kế và chế tạo:
- Pháo Gatling AK-630
- Hệ thống phòng không hải quân Kashtan CIWS
- Hệ thống vũ khí có điều khiển GWS Hermes
- Tên lửa chống tăng 9K115-2 Metis-M (định danh của NATO: AT-13 "Saxhorn-2")
- Tên lửa chống tăng 9K121 Vikhr (AT-16 "Scallion")
- Tên lửa chống tăng 9M113 Konkurs (AT-5 "Spandrel")
- Tên lửa chống tăng 9M133 Kornet (AT-14 "Spriggan")
- Hệ thống phòng không Tunguska-M1 (SA-19 "Grison")
- Hệ thống phòng không Pantsir-S1 (SA-22 "Greyhound")
- Tên lửa phòng không 9K22 Tunguska (SA-19 Grisom)
- Khí cụ bay có điều khiển bằng laser 30F39 Krasnopol 152-mm
- Súng Gatling GShG-7,62
- Súng Gatling Yak-B 12,7 mm
- Pháo GSh-30-1
- Pháo GSh-30-2
- Pháo GSh-23
- Pháo Gatling GSh-6-23
- Pháo Gatling GSh-6-30
- Tiểu liên PP-90
- Tiểu liên PP-93
- Tiểu liên PP-2000
- Súng cạc bin 9A-91
- Súng bắn tỉa VSK-94
- Súng bắn tỉa VSSK Vykhlop
- Các loại súng ngắn "Rys"
- Súng ngắn GSh-18
- Shotgun RMB-93
- Súng phóng lựu 6G-30
- Súng phóng lựu GM-94
- Súng phóng lựu GP-25, GP-30
- Súng phóng lựu AGS-17, AGS-30
- Hệ thống phòng thủ chủ động Drozd
- Súng săn Berkut (súng săn)